# Louis Franquet
Louis Franquet (1697-1768), officier et ingénieur militaire, est originaire de Condé (Condé-sur-l'Escaut), en France.

## Biographie
En 1751, il visite l'île Royale, l'Isle Saint-Jean (Île du Prince Édouard), la Baie Verte et le fort Beauséjour.
Au cours de l'été 1752, Franquet se rend à Québec et examine les fortifications de la ville et au-delà, y compris celles du lac Champlain. En 1753, Franquet retourne en France pour y déposer ses rapports et prendre ses instructions.
En mai 1754, Franquet retourne à Louisbourg et y demeure jusqu'à sa chute en 1758.
On retiendra de Franquet ses rapports, ses cartes et sa contribution à la construction de Louisbourg.
Il meurt à Condé le 12 avril 1768.